# Le conférencier distrait
Le conférencier distrait je francouzský němý film z roku 1902. Režisérem je Ferdinand Zecca (1864–1947). Ve filmu, jehož délka je zhruba 20 metrů, hrála francouzská herečka Gaston Breteau, která se už o rok dříve objevila ve snímku Histoire d'un crime.

## Děj
Profesor se natolik soustředí na řeč, že si omylem vezme k pití místo láhve brandy kalamář.